# Irmelin Krause

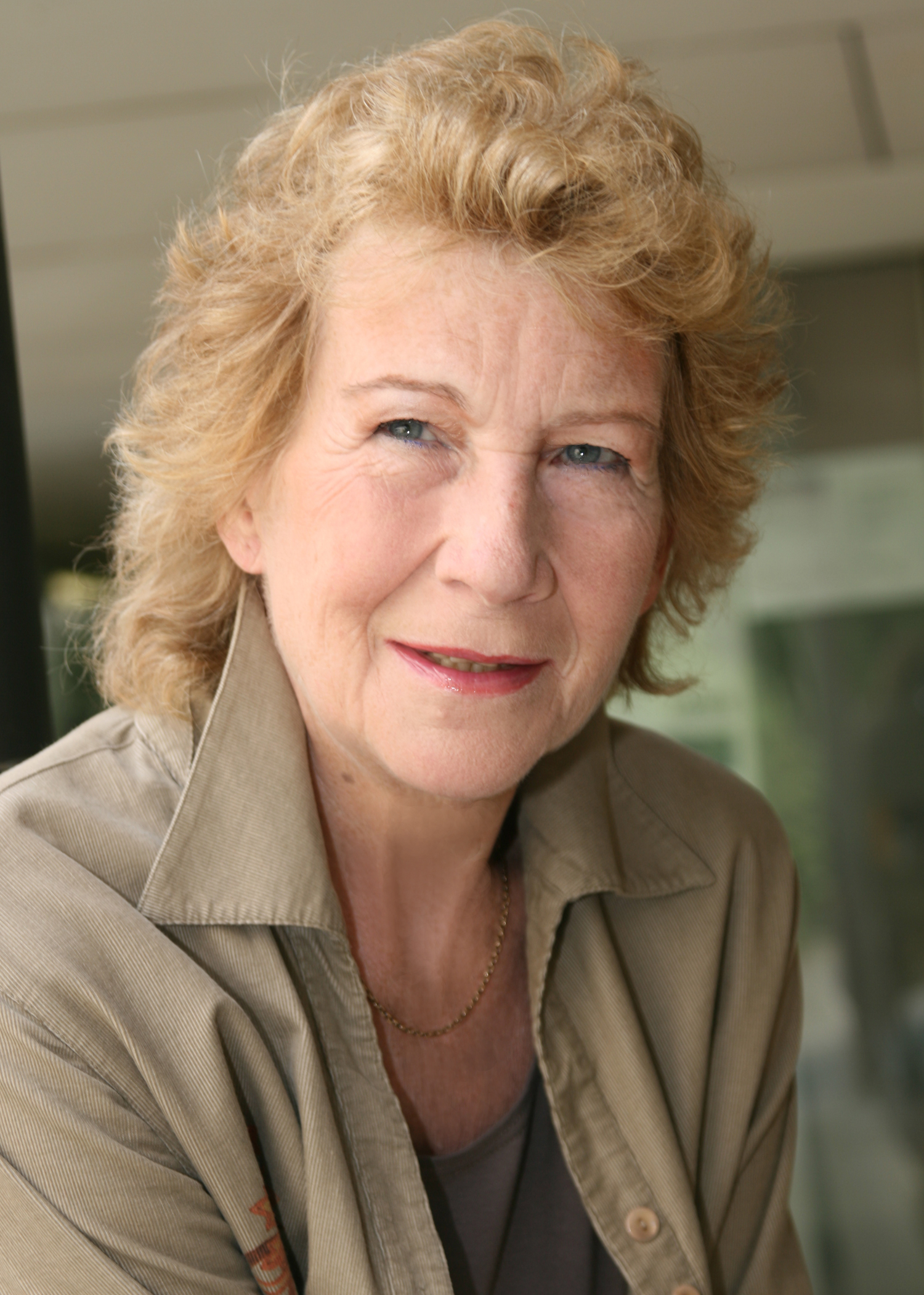
Irmelin Krause (2010)

Irmelin Krause (* 6. April 1938) ist eine deutsche Schauspielerin und Synchronsprecherin.

## Leben
Ausgebildet wurde Irmelin Krause im Schauspielstudio des Volkstheaters Rostock. Seit 1960 ist sie als Schauspielerin aktiv. 1961–63 spielte sie Theater in Görlitz (Gerhart Hauptmann Theater), 1963–64 in Zittau und 1964–65 in Anklam. Sie war im Fernsehen der DDR unter anderem  in der Serie Ferienheim Bergkristall zu sehen. Als Synchronsprecherin war Irmelin Krause im Film Anastasia sowie in der Serie Eine himmlische Familie zu hören.
Krauses Tochter Velia Krause arbeitet ebenfalls als Schauspielerin und Synchronsprecherin.

## Filmografie (Auswahl)

### Schauspielerin
- 1973: Das unsichtbare Visier: Der römische Weg/Das Nest im Urwald/Das Wasserschloß (TV)
- 1975: Das unsichtbare Visier: Ein merkwürdiger Anschlag/Das Geheimnis der Masken (TV)
- 1982: Familie Rechlin (TV-Zweiteiler)
- 1982: Mein Vater in der Tinte
- 1986: Ferienheim Bergkristall (TV)
- 1987: Der Schulweg (DDR-Kinder- und Jugendfilm)
- 1988: Polizeiruf 110: Der Kreuzworträtselfall (TV-Reihe)
- 1989: Eine Frau für drei (TV)

### Synchronsprecherin
- 1976: Baum der Wünsche (Sprecherin)
- 1996–2007: Alice Hirson in Eine himmlische Familie
- 1997: Anastasia (Alte Frau)

## Hörspiele
- 1974: Herbert Fischer: Autofahrt – Regie: Fritz Göhler (Hörspiel – Rundfunk der DDR)
- 1974: Lia Pirskawetz: Vox Humana (1. Leiterin) – Regie: Fritz Göhler (Hörspiel – Rundfunk der DDR)
- 1974: Gerhard Jäckel: Heute nicht  (Sekretärin) – Regie: Joachim Gürtner (Hörspielreihe: Neumann, zweimal klingeln – Rundfunk der DDR)
- 1974: Giorgio Bandini: Der verschollene Krieger (Frauenstimme) – Regie: Peter Groeger (Hörspiel – Rundfunk der DDR)
- 1975: Joachim Witte: Die Schlange (Frau Kallweit) – Regie: Joachim Witte (Hörspielreihe: Neumann, zweimal klingeln – Rundfunk der DDR)
- 1978: Erika Runge: Die Verwandlungen einer fleißigen, immer zuverlässigen und letztlich unauffälligen Chefsekretärin – Regie: Peter Groeger (Hörspiel – Rundfunk der DDR)
- 1983: Linda Teßmer: 21:00 Uhr Erlenpark (Zeugin) – Regie: Fritz-Ernst Fechner (Kriminalhörspiel/Kurzhörspiel – Rundfunk der DDR)
- 1988: Joachim Goll: Geschenkt ist geschenkt – Regie: Werner Grunow (Hörspiel – Rundfunk der DDR)
- 1994: Horst Bosetzky: Volles Risiko – Regie: Albrecht Surkau (Kriminalhörspiel – DLR)